# Референдум
Референдумът (или плебисцит) е пряко гласуване, при което цялото население на дадена държава с право на гласуване трябва да одобри или отхвърли дадено предложение. То може да бъде нова конституция, конституционна промяна, закон, отзоваване на избран служител или определено правителствено решение. Референдумът е инструмент за пряка демокрация в широк мащаб. Референдумът може да бъде национален или местен, задължителен или факултативен, императивен или консултативен, частичен, вариантен.
Най-голямото постижение на пряката демокрация, което швейцарците например възприемат като част от националната идентичност, е именно т.нар. гражданска инициатива за референдум по определен въпрос.

## Плебисцит
Плебисц̀ит е форма на референдум.
Обикновено допитването е по въпроса за националната принадлежност на населението на дадена област. Плебисцити се провеждат най-вече след Първата световна война по внушение на американския президент Удроу Уилсън, който смята, че е нужно всяка националност да живее в собствената си държава (иредентизъм). Плебисцитите са предвидени във Версайския договор (1919 г.) предимно за оформяне границите на Германия. През 1920 и 1921 г. са проведени следните плебисцити:
- в областта Шлезвиг между Германия и Дания (10 февруари 1920), изгубен от Германия, която печели само 25% от гласовете
- в областта Холщайн отново между Германия и Дания (14 март 1920), спечелен от Германия с 81% от гласовете
- в южната част на Източна Прусия между Германия и Полша (11 юли 1920), спечелен от Германия с 97,5% от гласовете
- в областта на градовете Ойпен и Малмеди между Германия и Белгия (20 септември 1920), спечелен от Белгия
- в околностите на град Клагенфурт между Австрия и Югославия (10 октомври 1920), спечелен от Австрия
- в Горна Силезия между Германия и Полша (21 май 1921), спечелен от Германия с 60% от гласовете (победителите от Антантата обаче решават да разделят областта и да оставят една трета от нея на Полша)
- в областта Бургенланд между Австрия и Унгария (14 декември 1921), спечелен от Австрия
- в областта Саар, която през 1919 г. е предадена за 15-годишно управление на Антантата (всъщност на Франция); плебисцитът се провежда на 3 януари 1935 г. между Франция и Германия, когато Хитлер вече е на власт; спечелен е от Германия с над 90% от гласовете.